# ご機嫌取り
ご機嫌取り (ごきげんとり、Ingratiation、迎合) は、相手に好かれようとして、その相手に影響を与えようとする心理的テクニックである。

## 解説
Ingratiationという用語は、社会心理学者エドワード・E・ジョーンズによって作られ、「特定の他人に自身の資質の魅力に関して、不道徳に影響を与えるために設計された戦略的行動」と定義した。
研究では、機嫌を取るための具体的な戦術が特定されている。
- 褒め言葉：賛辞やお世辞を使って、他者の自尊心を高める行為[1]。
- 意見、判断、行動の同調：自身の意見を他者の意見に合わせて変えること[1]
- 自己呈示（self presentation）または自己PR：自分自身の特性を明示的に提示すること。通常、好ましい方法で行われる[1]
- 恩恵を与える：他者の役に立つ要求に応じること[1]
- 謙虚さ：自身の能力を控えめに評価すること。自己卑下と見なされることもある[2]
- ユーモアの表現：面白くする意図のあるイベント[3]
- 手段的依存：ご機嫌を取る人が、対象者に完全に依存していると信じ込ませる行為[4]
- ネーム・ドロッピング（Name-dropping）：会話の中で1人または複数の人物に言及し、魅力や信頼性を高める行為[4]

最終的な目的によって定義される3つのタイプのご機嫌取り行為がある。 ご機嫌取りの目的に関わらず、戦術は同じである。
- 獲得的ご機嫌取り（Acquisitive）：対象となる個人から資源や報酬を得ることを目的としたご機嫌取り[1] [5]
- 防御的なご機嫌取り（Protective）：対象となる個人から制裁やその他の否定的な結果を防ぐために使用されるご機嫌取り[1] [5]
- 意義的なご機嫌取り（Significance）:明確な報酬ではなく、対象となる個人からの尊敬や承認を育むために設計されたご機嫌取り[1]

「ご機嫌取り」は、別の社会心理学用語である「印象管理」と混同されてきた。 印象管理（Impression management）は、「自身に対して他者が抱く印象を意識的または無意識的にコントロールするプロセス」と定義される。
印象管理は、おべっかを構成要素とするより大きな概念を表している。 ご機嫌取りは、印象管理の方法の一つである。